# Фортепианный дуэт имени Лютославского
Фортепианный дуэт имени Лютославского (пол. Lutosławski Piano Duo) — польский камерный ансамбль.
Был создан в 1999 году выпускниками Варшавской консерватории, пианистами Эмилией Каролиной Ситаж и Бартломеем Венсиком. В дальнейшем пианисты продолжали консультироваться с видными польскими педагогами Крыстиной Боручинской и Ежи Мархвинским, а также прошли курс фортепианного дуэта в Ростокской высшей школе музыки у братьев Штенцль. В 2000 г. были удостоены первой премии на Шестом международном конкурсе пианистов «Концертеум» в Греции, в 2004 г. получили гран-при на XIII Международном конкурсе фортепианных дуэтов в Каунасе, в 2006 г. завоевали первую премию на X Международном конкурсе современной камерной музыки в Кракове. Лауреаты различных премий на других конкурсов — в том числе Специальной премии имени Джачинто Шельси на Международном конкурсе фортепианных дуэтов в Италии (2005).
Репертуарные предпочтения дуэта лежат в области современной музыки. В 2007 году дуэт выпустил свой первый диск с произведениями Игоря Стравинского, Франсиса Пуленка, Витольда Лютославского и Маурисио Кагеля; альбом был удостоен общенациональной премии в области звукозаписи «Фридерик» в номинации «Лучший альбом камерной музыки».
С 2006 г. вместе с дуэтом перкуссионистов Hob-beats дуэт имени Лютославского образовал совместный проект KWADROFONIC, исполняющий как академический репертуар (Стравинский, Лютославский, Бела Барток, Джордж Крам), так и оригинальные обработки польского музыкального фольклора, составившие в 2008 г. первый альбом проекта.